# Лобода, Иван Иванович
Иван Иванович Лобода (1922, ныне Прилукский район Черниговской области — ?) — украинский советский деятель, новатор сельскохозяйственного производства, председатель колхоза «40-летие Октября» Прилукского района Черниговской области. Герой Социалистического Труда (22.03.1966). Кандидат в члены ЦК КПУ в 1971—1976 г.

## Биография
Родился в крестьянской семье.
Служил в Красной армии. Участник Великой Отечественной войны.
Член ВКП(б) с 1944 года.
С 1950-х до конца 1970-х годов — председатель колхоза «40-летие Октября» села Октябрьское Малодивицкого (теперь — Прилукского) района Черниговской области. Приложил много усилий для создания племенного завода крупного рогатого скота симментальской породы.
Потом — на пенсии в селе Октябрьское (теперь — Дмитровка) Прилукского района Черниговской области.

## Награды
- Герой Социалистического Труда (22.03.1966)
- два ордена Ленина (26.02.1958, 22.03.1966)
- ордена
- медали